# Nacionalna znanstvena fundacija
Nacionalna znanstvena fundacija (angleško National Science Foundation, kratica NSF) je neodvisna agencija vlade ZDA s sedežem v okrožju Arlington, Virginia, katerega poslanstvo je finančna podpora raziskavam in izobraževanju na vseh področjih znanosti, razen medicine. Ustanovljena je bila 10. maja 1950. Z letnim proračunom približno 6,9 milijarde ameriških dolarjev (2010) predstavlja 20 odstotkov vseh državnih nepovratnih sredstev ZDA za temeljne raziskave na univerzah. Na nekaterih področjih, kot so matematika, računalništvo, ekonomija in sociologija, je NSF glavni vir zveznega financiranja. NSF vsako leto prejme približno 40.000 prijav za projekte, od katerih se približno 10.000 financira. France A. Córdova NSF vodi od marca 2013.

## Direktorati za raziskave
NSF je organiziran v sedem direktoratov:
- Biološke znanosti (molekularna biologija, celična biologija in biologija organizmov, okoljske vede)
- Računalništvo in informatika in inženirstvo (računalništvo in umetna inteligenca)
- Inženirstvo (biotehnologija, ekologija, infrastruktura, kemija, promet, elektrotehnika, komunikacijsko inženirstvo, industrijski razvoj in proizvodnja)
- Geoznanosti (geologija, meteorologija in oceanografija)
- Matematične in fizikalne vede (matematika, astronomija, fizika, kemija in znanost o materialih)
- Družbene, vedenjske in ekonomske vede (nevrologija, psihologija, družbene vede, antropologija in ekonomija)
- Izobraževanje in človeški viri (naravoslovno izobraževanje in poučevanje matematike za vse starosti)

Drugi ameriški nacionalni agenciji za financiranje raziskav sta še National Aeronautics and Space Administration (NASA) in Nacionalni inštituti za zdravje (NIH). Na vojaškem področju je pomembna Agencija za napredne obrambne analize (DARPA).
Primerljive institucije so Nemška raziskovalna fundacija, Švicarska nacionalna znanstvena fundacija in britanska Kraljevska inženirska akademija.